# Baders bij Asnières
Baders bij Asnières (Frans: Une Baignade, Asnières) is een schilderij van de Franse kunstschilder Georges Seurat, voltooid in 1884. Het toont een aantal mensen aan de rivieroever tijdens een warme zomerdag. Het was het eerste grote werk van Seurat en wordt beschouwd als het startpunt van het neo-impressionisme. Thans bevindt het schilderij zich in de National Gallery te Londen.

## Afbeelding en controverse
Baders bij Asnières toont een aantal mensen aan de oever van de Seine, tegenover het eiland Grande Jatte. Anders dan de titel doet vermoeden bevinden de baders zich in de Parijse voorstad Courbevoie, niet in Asnières. Klaarblijkelijk betreft het een groep arbeiders, genietend van de zonneschijn, zoals veel Parijzenaars in die tijd op hun vrije dagen de stad ontvluchtten, niet meer alleen de bourgoisie. Op de achtergrond zijn de spoorbrug van Asnières en fabrieken in Clichy te zien. Een bootje is onderweg naar het eiland, met passagiers die waarschijnlijk tot de betere standen behoren, en die daar in de schaduw konden plaatsnemen. Er hangt een bijna voelbare sfeer van loomheid en stilte. Met uitzondering van de jongen in het water lijkt iedereen verzonken in eigen gedachten.
De grootschalige opzet van het schilderij en de klassieke modellering geeft aan de afgebeelde arbeiders een voor die tijd revolutionaire, monumentale grandeur mee, die evenzeer door velen als controversieel werd ervaren. Ook qua stijl riep het weerstand op. Het werk werd afgewezen door de Parijse salon. Daarop creëerde Seurat met de Groupe des Artistes Indépendants een alternatieve tentoonstelling op de Place de la Concorde, maar zijn grote doek werd er wat weggedrumd en kwam niet tot zijn recht. Ook collega-impressionisten bekritiseerden het. Seurats deelname aan de achtste impressionistententoonstelling in 1886 lokte verhitte discussies uit. Toen Camille Pissarro zijn deelname doordrukte, trokken Monet, Renoir en Caillebotte zich terug, en viel de impressionistische groep uit elkaar. In de pers echter werd Seurat, samen met Paul Signac, gevierd als de vertegenwoordiger van een nieuwe stijl die uiteindelijk de naam neo-impressionisme zou krijgen.

## Creatie en werkwijze

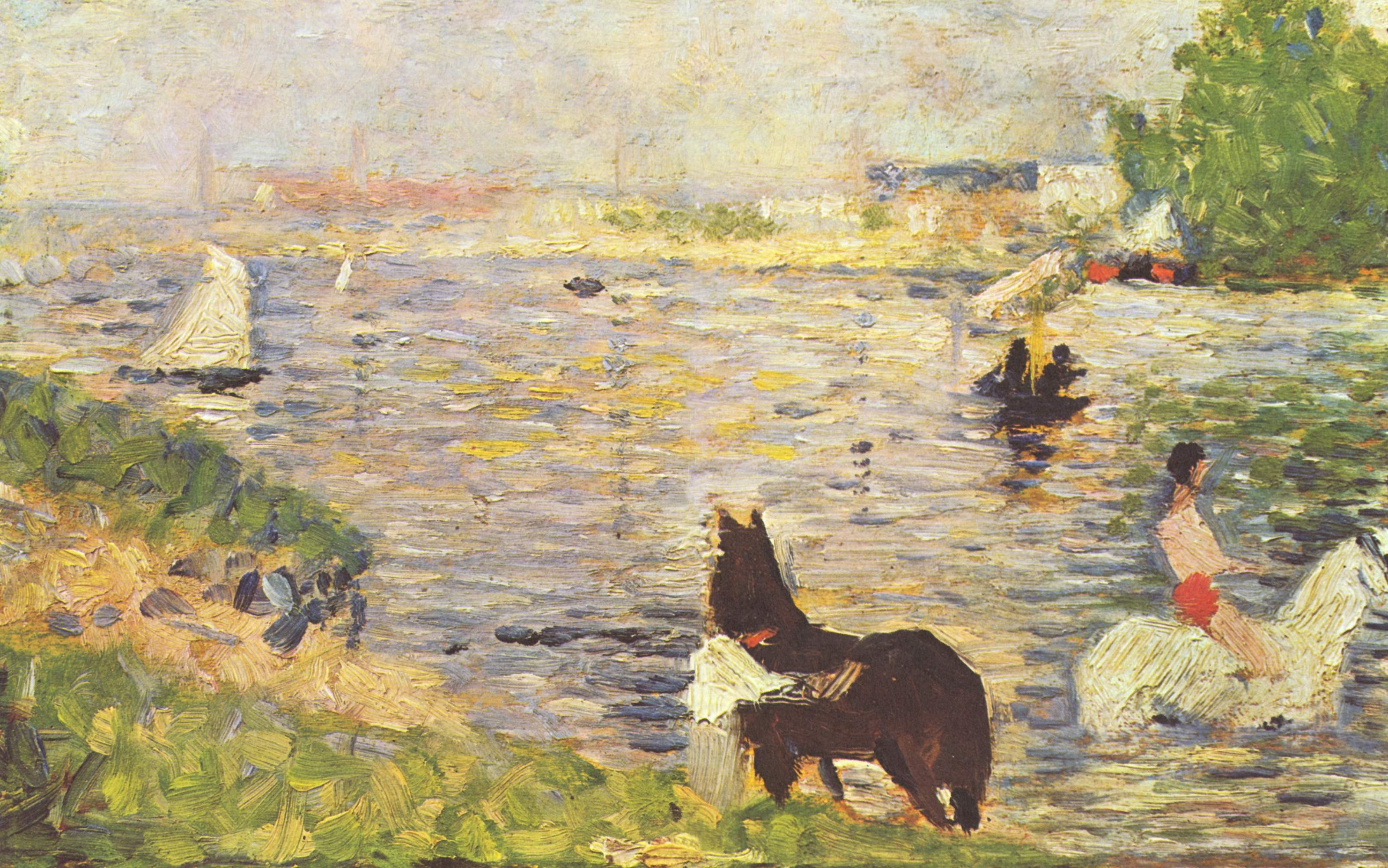
Paarden aan de rivier, studie, 1883

Seurat had een arbeidsintensieve manier van werken en stak veel energie in zijn werken. Afgezien van enkele kleinere werken maakte hij in zijn leven slechts vier grote schilderijen. Anders dan de meeste andere impressionisten schilderde hij niet direct en spontaan, maar systematisch en doordacht. Via kleine streepjes en puntjes probeerde hij weloverwogen bepaalde effecten te creëren, bijvoorbeeld de suggestie van hitte op een zomerdag. Gefascineerd door de kleurentheorieën uit zijn tijd ontwikkelde hij later het pointillisme, waarbij hij de stipjes zeer zorgvuldig en systematisch aanbracht op het doek. Ook in Baders bij Asnières heeft hij deze techniek al op verschillende plaatsen toegepast, bijvoorbeeld op het rode hoedje van de jongen in het water. Systematisch plaatste hij contrasterende kleuren naast elkaar om ze te verlevendigen, overeenkomstig de kleurenleer van Eugène Chevreul.
Seurat schilderde zelden 'en plein air' maar vrijwel altijd in zijn atelier. In het geval van Baders bij Asnières kon dat ook bijna niet anders gezien de afmetingen van het doek (201 × 300 cm). Wel maakte hij voor het schilderij een aantal afzonderlijke studies, die hij later aaneen liet groeien tot het schilderij zoals het er nu uitziet. Een mooi voorbeeld is zijn studie Paarden aan de rivier (1883), waaruit kan worden afgeleid hoe hij werkte: van de sterkste kleuren naar de lichtste. Zo duidde hij eerst de donkere schaduwen aan en daarna de lichtere. De paarden waarmee hij langdurig experimenteerde werden uiteindelijk niet opgenomen in het eindwerk.
Anders dan de impressionisten streefde Seurat er niet naar een vluchtige impressie weer te geven, maar wilde hij het blijvende vastleggen, en bovendien verschillende momenten tegelijk. Er moest zo veel mogelijk bij. Net als in zijn tweede grote werk, Zondagmiddag op het La-Grande-Jatte-eiland, lijkt Baders bij Asnières wel een compilatie. De figuren op het schilderij staan ook niet altijd in het juiste perspectief tot elkaar. Deze manier van werken wordt later wel als syntheticisme aangeduid.

## Eigenaars

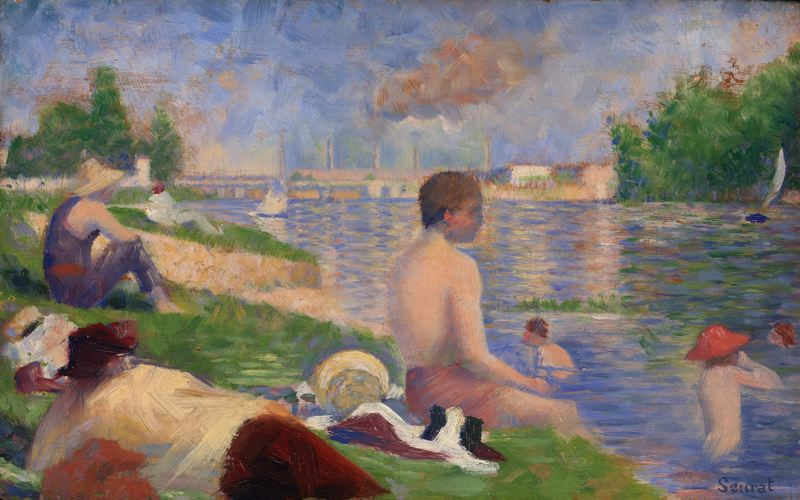
Laatste studie, 1883

In 1886 nam de Parijse kunsthandelaar Paul Durand-Ruel Baders bij Asnières mee naar zijn expositie in New York, waar het eveneens veel discussie opriep, maar uiteindelijk in de pers geprezen werd als een meesterwerk: Seurat werd gezien als de vertegenwoordiger van een geheel nieuwe stijl. Durand-Ruel nam het werk echter niet van Seurat over omdat hij het vanwege zijn afmetingen onverkoopbaar achtte. 
Nadat Seurat in 1891 op 31-jarige leeftijd overleed bleef het werk lange tijd in het bezit van zijn familie, die het in 1900 verkocht aan Seurats vriend, de kunstcriticus Félix Fénéon. In 1924 werd het verworven door de 'British national collections' en tentoongesteld in de Tate Gallery te Londen. In 1964 werd het overgebracht naar de National Gallery, waar het nog steeds te zien is.
Een voorstudie uit 1883 is in het Musée d'Orsay te zien. Seurats laatste studie voor Baders bij Asnières, eveneens uit 1883, is te zien in het Art Institute of Chicago.